# 关保
关保（？—1368年），元朝大臣，字世杰，河南府路洛阳县人，元顺帝时中书平章政事。
关保开始为察罕帖木儿的部将，镇压红巾军，凶悍在诸将之首。至正十八年（1358年），在益都路攻打田丰率领的反元义军，后来调任守卫潞州。至正二十二年（1362年），察罕帖木儿死后，关保归属扩廓帖木儿（王保保）。率兵攻下莒州，后来加入军阀混战，帮助王保保攻打孛罗帖木儿、张良弼。至正二十七年（1367年），王保保违抗朝命，关保和貊高上疏告发他有不臣之心，于是起兵攻打。任中书平章政事、内史，封为许国公。至正二十八年（1368年），太子爱猷识理达腊派他和貊高到晋宁路（今山西省临汾市）攻打王保保，兵败被擒杀。

## 延伸阅读
[在维基数据编辑]
 《新元史/卷220》，出自柯劭忞《新元史》
 《清史稿·卷417》，出自趙爾巽《清史稿》